# نیوتون-له-ویلووز
latitudeنیوتون-له-ویلووزlongitudeنیوتون-له-ویلووز
نیوتون-له-ویلووز (به انگلیسی: Newton-le-Willows) یک شهرک در بریتانیا است که در انگلستان واقع شده‌است.

## خصوصیات
نیوتون-له-ویلووز ۲۱٬۳۰۷ نفر جمعیت دارد.